# I Didn't Know
Chansons représentant Saint-Marin au Concours Eurovision de la chanson
Chain of Lights
(2015) Spirit of the Night
(2017)
I Didn't Know (en français « Je ne savais pas ») est la chanson de Serhat qui représente Saint-Marin au Concours Eurovision de la chanson 2016 à Stockholm.
Le 10 mai 2016, lors de la 1re demi-finale, elle termine à la 12e place avec 68 points  et par conséquent n'est pas qualifiée pour la finale.